# Dove sei, mio generale?
Dove sei, mio generale? (어디에 계십니까 그리운 장군님?, Ŏdie kyeshimnikka kŭriun changgunnimMR) è un canto patriottico nordcoreano, presumibilmente scritto da Kim Jong Il. Almeno dal 2008, la canzone viene diffusa al mattino dagli altoparlanti della Stazione ferroviaria di Pyongyang.

## Storia
Il brano musicale è stato composto nel 1971 per l'opera La vera figlia del partito, in cui il brano musicale viene eseguito diverse volte. L'autore del brano si presume sia Kim Jong Il. Il brano musicale è stato oggetto di numerose rivisitazioni da parte di formazioni corali ed è ampiamente utilizzato da parte della televisione del regime coreano.